# San Rafael (Rangel)
Pour les articles homonymes, voir San Rafael.
San Rafael est l'une des cinq divisions territoriales et statistiques dont l'une des quatre paroisses civiles de la municipalité de Rangel dans l'État de Mérida au Venezuela. Sa capitale est San Rafael.